# 唐澤剛
唐澤 剛（からさわ たけし、1956年8月29日 - ）は、日本の厚生労働官僚。長野県安曇野市出身。

## 人物
長野県松本深志高等学校を経て、早稲田大学政治経済学部卒業。
1980年厚生省に入省。1984年老人保健部計画課企画法令係長として老人保健法の改正にかかわる。1994年には保健医療局企画課で被爆者援護法の制定にかかわる。1995年介護対策本部事務局次長、1997年介護保険制度施行準備室次長として介護保険制度の導入に尽力し“YKK【山崎史郎、香取照幸（のち年金局長）、唐澤剛】”と呼ばれる。2002年雇用均等・児童家庭局家庭福祉課長。保育課長、国民健康保険課長を経て、2005年保険局総務課長。2008年官房三課長の大臣官房人事課長に昇進。2009年官房審議官、2014年保険局長。事務次官候補であったが、2016年内閣官房まち・ひと・しごと創生本部地方創生総括官となり、2018年退官。

## 経歴
- 1980年4月 厚生省入省 薬務局企画課
- 薬務局経済課
- 大臣官房政策課(経済企画庁併任)
- 1984年 保健医療局老人保健部計画課
- 1987年 大臣官房政策課課長補佐[6]
- 山形県出向
- 保健医療局精神保健課課長補佐[3]
- 保健医療局企画課課長補佐
- 1995年 老人保健福祉局企画官[2]兼介護対策本部事務局次長[3]
- 1997年 介護保険制度施行準備室次長
- 1998年 大臣官房厚生科学課健康危機管理官
- 2000年 大臣官房総務課広報室長
- 2001年 政策評価官
- 2002年 雇用均等・児童家庭局家庭福祉課長
- 2003年8月 雇用均等・児童家庭局保育課長
- 2004年 保険局国民健康保険課長
- 2005年 保険局総務課長
- 2007年 大臣官房人事課参事官
- 2008年 大臣官房人事課長
- 2009年 大臣官房審議官（医療保健、医政、医療・介護保険担当）
- 2012年 政策統括官（社会保障）
- 2014年 保険局長
- 2016年6月 内閣官房まち・ひと・しごと創生本部地方創生総括官
- 2017年7月 内閣官房社会保障改革担当室長
- 2018年 辞職、日本医師事務作業補助研究会顧問、佐久大学客員教授[7]、シミックホールディングス株式会社取締役
- 2019年 株式会社バリューHR取締役[8]